# I Don't Care (2NE1)
I Don't Care è un singolo del gruppo musicale sudcoreano 2NE1, pubblicato il 1º luglio 2009.

## Riconoscimenti

### Premi dei programmi musicali
- Music Bank
  - 17 luglio 2009
  - 24 luglio 2009
  - 31 luglio 2009
  - 7 agosto 2009
  - 14 agosto 2009
- Inkigayo
  - 26 luglio 2009
  - 2 agosto 2009
  - 9 agosto 2009
- Music Bank
  - 23 luglio 2009
  - 6 agosto 2009
  - 13 agosto 2009
  - 20 agosto 2009

## Tracce
- Download digitale

1. I Don't Care – 3:59